# Папужник фіджійський
Папу́жник фіджійський (Erythrura pealii) — вид горобцеподібних птахів родини астрильдових (Estrildidae). Ендемік Фіджі. Раніше вважався підвидом червоноголового папужника, однак був визнаний окремим видом.

## Опис

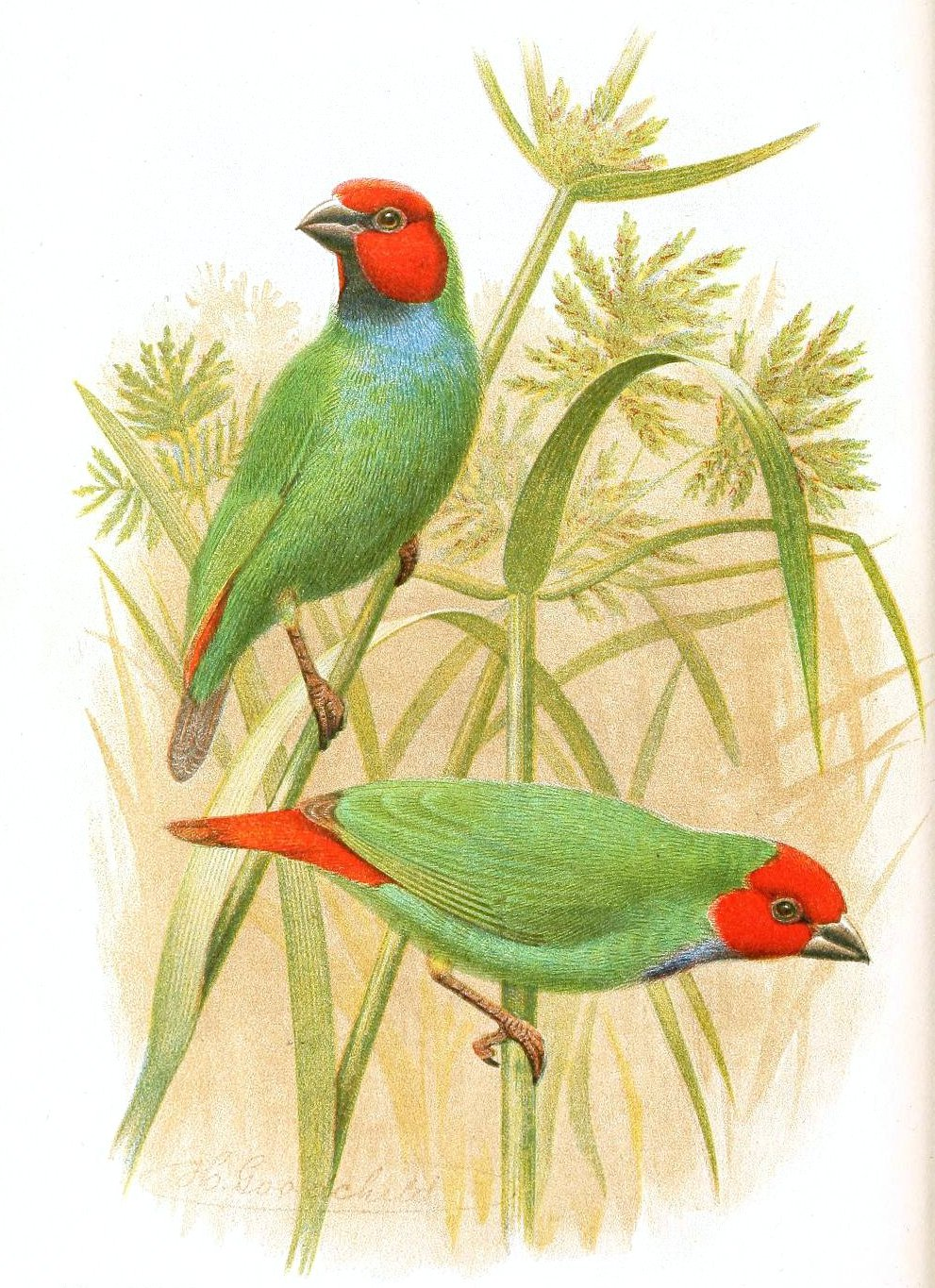
Фіджійські папужники

Довжина птаха становить 9—11,5 см. Верхня частина тіла зелена, голова, надхвістя і хвіст червоні. Підборіддя чорнувате, горло синє, верхня частина грудей бірюзова, решта нижньої частини тіла зелена. Дзьоб короткий, чорнувато-сірий, очі червонувато-карі, лапи рожевувато-коричневі. Самиці дещо менш яскраві, ніж самці, боки в них світліші. У молодих птахів дзьоб жовтий з темним кінчиком, обличчя іноді має синюватий відтінок.

## Поширення і екологія
Фіджійські папужники мешкають на чотирьох найбільших островах Фіджі — Віті-Леву, Вануа-Леву, Тавеуні і Кадаву, а також на більш дрібних островах з груп Маманука і Ясава. Вони живуть в тропічних лісах, на узліссях і галявинах, на луках і плантаціях, в парках і садах, на висоті до 1200 м над рівнем моря. Під час негніздового періоду утворюють зграйки до 6 птахів.
Фіджійські папужники живляться насінням, зокрема насінням Megathyrsus maximus і рису, а також комахами, яких вони часто дістають з-під кори, нектаром і дрібними ягодами. Сезон розмноження триває з січня по квітень. Гніздо кулеподібне зі входом знизу, розміщується на висоті від 3 до 6 м над землею. У кладці 3—4 білих яйця. Інкубаційний період триває 13—14 днів. Пташенята покидають гніздо через 21 день після вилуплення, однак батьки й далі піклуються про них ще 2 тижні.